# 恵泉女学園中学校・高等学校
恵泉女学園中学校・高等学校（けいせんじょがくえんちゅうがっこう・こうとうがっこう）は、東京都世田谷区船橋五丁目にある私立女子中学校・高等学校。完全中高一貫校。

## 概要
女性教育者でありクリスチャンである河井道の手により1929年（昭和4年）創立。「世界に目を向け、平和を実現する女性になるために、自ら考え、発信する力を養う」を目指すべく、「聖書・国際・園芸」を教育の柱としている。
1999年（平成11年）度から高校募集を停止し、完全中高一貫校となる。
2003年にはメディアセンターを含む新校舎が竣工。9万冊の蔵書を誇り、調べ学習などに活用されている。

## 教育

### 教育方針
主体性・多様性・協働性を育む
- 聖書（主体性） - 自分の心と向き合い、主体的に生きる力を育む
- 国際（多様性） - 確かな英語力と、世界に開かれた視野を身につける
- 園芸（協働性） - 「いのち」の尊さを知り、感謝する心を養う[1]

### 礼拝
毎朝授業開始前、校内にある「フェロシップホール」などで生徒・教職員が礼拝を行う。受験や運動会などの各種行事があっても毎日欠かさず礼拝を行う。学内チャペルにパイプオルガンがありその演奏を聞きながら入退場する。
讃美歌を歌い、聖書を読み、共に祈る、1日は礼拝から始まる。「イースター礼拝」「母の日礼拝」「感謝祭礼拝」「クリスマス礼拝」「河合道礼拝」の特別礼拝がある。これら特別礼拝に向け、園芸の授業でリース装飾を作成、聖書の授業でクリスマスの意味を学ぶ。クリスマス礼拝では、ハレルヤを英語で歌唱する。

## 象徴

### 校章
校章には、「恵泉」という名前に込められた意味を、「乙女がひざまずき地から湧き出てくる泉の水を汲んでいる情景」を描いている。

### 私服
創立当初から制服を定めていない。創立者である河井道（河井道子）が「それぞれの個性を大事にするべきだ」と考え私服になった。皆、自由に服を選んで着てくる。最近では特に校則はなく、制服らしい格好や私服の格好をする人など思い思いの着こなしが見られる。
全て自由というのではなく、ルールはある。袖のある服を着る、スラックスは十分丈のあるものを着用する、華美でない清潔な服装に校章を付けて通学するよう指導している。

## カリキュラム
- 少人数クラス - 1年生の必須教科の「英語」と「数学」の授業、3・4年生の必須教科「情報と科学」、英会話や園芸を少人数クラスで学ぶ。高等学校は選択教科科目の多くは少人数クラス。
- 習熟度別クラス - 高等学校の数画や英語、古典の授業は習熟度別のクラス編成をする。
- 先取り教育 - 高等学校の教科科目の一部を中学校で学ぶ。
- 補修制度 - 復習テストで点数に達しない生徒には、放課後に指名制の補修を実施する。
- 自学・演習 - 学習習慣を身につけるように、1年生から予習・復習するよう指導している。また、各教科科目とも頻繁に宿題を出し、小テストを実施する[5]。

## 行事

### 年間行事
- 4月 - 入学式、新入生歓迎会、健康診断、中高一貫校向け学力試験（1-3年）、イースター礼拝、遠足（1-3年、5・6年）、オリエンテーションキャンプ（4年）
- 5月 - 母の日礼拝、中間試験、模試（4-6年）、スポーツデー
- 6月 - 避難訓練、英検・TOEIC（1-6年）、能楽鑑賞教室（5年）
- 7月 - 期末試験、信和会の日、老人ホーム訪問、夏期講習（6年）、科学館見学（2年）、歌舞伎鑑賞教室（6年）、フェロシップ（1年）、水泳教室（2年）
- 8月 - クラブ・課外活動合宿、夏期講習（5・6年）、エンパワーメントプログラム清里ファームワーク（2年）、修養会（6年）
- 9月 - 見学旅行（5年）、合唱コンクール（1-4年）、模試（6年）、中高一貫校向け学力試験（1-3年）
- 10月 - 中間試験1、模試（6年）、避難訓練
- 11月 - 創立記念式典、恵泉デー、平和学習（3-6年）、中高一貫校向け学力試験（1-3年）、クリスマス活動勉強会（1-3年）、模試（4・5年）、感謝祭礼拝、英語スピーチコンテスト（3-5年）
- 12月 - 中間試験2（1-5年）、期末試験（6年）、GTEC（5年）、冬季講習（1-6年）、クリスマス礼拝
- 1月 - TOEIC集中講座（6年）、英検・TOEIC（1-6年）、GTEC（4年）
- 2月 - 模試（4・5年）、河合道メモリアルウイーク、一日修養会（1-5年）、芸術鑑賞（1-5年）、世界祈祷日礼拝（1-5年）
- 3月 - 学年末試験（1-5年）、卒業式、春季講習（5年）、スプリングコンサート[6]

### 希望者対象行事

#### 宿泊行事
- カワヨ ワークキャンプ（3-4年） - 青森県上北郡おいらせ町
- 牧ノ原やまばと学園訪問（1-6年） - 静岡県牧之原市
- スキー教室（3-6年） - 志賀高原一の瀬スキー場
- ヒロシマ平和の旅（3-6年） - 広島県広島市
- 歌津応援プロジェクト（4-6年） - 宮城県南三陸町歌津寄木[7]

#### 国際交流プログラム
- オーストラリア・モートンベイカレッジ短期留学プログラム（4・5年）
- カリフォルニア・ユリーカ・ホムステイ国際交流プログラム（4・5年）
- オーストラリア・ブリスベン中期派遣留学プログラム（4・5年）
- モートンベイカレッジ長期留学プログラム（4・5年）
- エンパワーメントプログラム（3-5年）
- タイ学校交流プログラム（4・5年）[7]

#### 校外日帰り行事
- 第1回 自然観察会（2-6年） - 三浦半島 横須賀市
- 第2回 自然観察会（1-6年） - 武蔵五日市
- 第3回 自然観察会（1-6年） - 横浜自然観察の森
- 一日平和ウォーク（1-6年） - 埼玉平和資料館 丸木美術館・吉見百穴[7]

## 活動

### 信和会（生徒会）
通常の生徒会と異なる「信和会」が組織されている。生徒は入学と同時に会員資格を持ち、発言権と投票権が与えられる。役員は、生徒から投票で可決された生徒のみ就任を許可される。「信じあい、和睦し合って、学生生活を豊かにする」という意味を込めて河合道が名付けた。
- 生徒委員会
- 選挙管理委員会
- 奉仕委員会
- 出版委員会
- 恵泉デー委員会
- 放送委員会
- 図書委員会
- 宗教部
- 生活部
- 文化部
- 保健部
- 体育部
- クラブリーダー部[8]

### 部活動
部活動は全て信和会に属する。部活動の成立定員数は運動系は12名以上、文化系は8名以上となっている。

#### 運動系部
- バスケットボール
- バレーボール
- バドミントン
- 硬式テニス
- ソフトテニス
- ダンス
- 剣道
- 陸上
- チアリーディング
- サッカー[9]

#### 文科系部
- 園芸
- 美術
- 文芸
- 漫画
- 演劇
- 軽音楽
- 写真
- 映像
- オペレッタ
- 理科
- かるた
- K.E.S.S.[9]

### 課外活動
部活動とは違い信和会（生徒会）には属さない。教員が指導をし、出席を取る。
- 中学・高校ハンドベル部
- Choir la Pace（クワイア ラ パーチェ、聖歌隊）
- オーケストラ
- 華道（高校のみ）
- 茶道（高校のみ）
- サイエンス･アドベンチャー[9]

## 入試
中学から3回一般入試を実施している。
|      | 第1回      | 第1回      | 第2回      | 第2回      | 第2回      | 第2回      | 第3回      | 第3回      |
| ---- | ---------- | ---------- | ---------- | ---------- | ---------- | ---------- | ---------- | ---------- |
| 日程 | 2月1日午後 | 2月1日午後 | 2月2日午前 | 2月2日午前 | 2月2日午前 | 2月2日午前 | 2月3日午後 | 2月3日午後 |
| 定員 | 80名       | 80名       | 70名       | 70名       | 70名       | 70名       | 30名       | 30名       |
| 科目 | 国語       | 算数       | 国語       | 算数       | 社会       | 理科       | 国語       | 算数       |
| 配点 | 100点      | 100点      | 100点      | 100点      | 70点       | 70点       | 100点      | 100点      |
| 時間 | 45分       | 45分       | 45分       | 45分       | 30分       | 30分       | 45分       | 45分       |

## 進路
- 2024年春の進路状況 難関理系大学進学者が増加（東大、東北大を含む国立・慶應・理科大18名）  国立、早慶上理ICU、ＧＭＡＲＣＨへの進学者が45％  ＧＭＡＲＣＨ146名合格（昨年比124％）

## 学校施設
- 園芸畑
- カフェテリア
- フェローシップホール
- 恵泉の泉
- 日本間
- 校庭
- 体育館
- グレイスホール
- LL教室（2教室）
- 進路指導室（自習スペース）
- 数学学習室
- 理科特別教室（6教室）
- 音楽室（3教室）
- 美術室（2教室）
- 屋上ガーデン
- 屋上コート（2面）[10]

## 交通機関
- 小田急線経堂駅・千歳船橋駅北口 徒歩12分
- 京王バス・小田急バス  経02「桜上水二丁目」下車 徒歩2分[11]

## 沿革
- 1929年（昭和4年）4月 - 恵泉女学園開校
- 1934年（昭和9年） - 普通部に2年制高等部を加える（文科・家事科）
- 1945年（昭和20年） - 恵泉女子農芸専門学校設置
- 1948年（昭和23年） - 新制高等学校発足
- 1950年（昭和25年） - 高等部が専門学校を経て恵泉女学園園芸短期大学に（英文科・園芸科）
- 1999年（平成11年） - 中高一貫教育を実施
- 2011年（平成23年） - 東京都より併設型中高一貫校に認定される[12]

## 学校関係者
あ行
- 一色義子（新教神学者、元恵泉女学園理事長、日本キリスト教婦人矯風会会長、日本基督教団経堂緑岡教会協力牧師、日本聖書協会理事、アジア学院理事、興望館理事など）
- 岩崎京子（児童文学小説家）
- 宇治みさ子（元女優、華道家）
- 大塚野百合（恵泉女学園大学名誉教授、英文学者、キリスト教文化・賛美歌研究家、キリスト教功労者）
- 岡上淑子（美術家、写真家）

か行
- 加藤幸子（芥川賞小説家）
- 花乃まりあ（元宝塚歌劇団花組トップ娘役）
- 黒沼ユリ子（ヴァイオリニスト）
- 小池一子（クリエイティブ・ディレクター）
- 小林いずみ（多数国間投資保証機関長官、メリルリンチ日本証券代表取締役社長、みずほフィナンシャルグループ取締役会議長）

さ行
- 瑳峨三智子（女優）
- 島本真衣（テレビ朝日アナウンサー）
- 白木万理（女優）※中学のみ

た行
- 髙岸未朝（劇団俳優座演出家）
- 田村陽子（フリーアナウンサー）
- 遠山慶子（ピアニスト）※中退

な行
- 内藤裕子（元NHK→フリーアナウンサー）
- 中村妙子（翻訳家）
- ならはしみき（声優）
- 仁藤夢乃（社会活動家。一般社団法人Colabo、女子高生サポートセンターColabo代表） ※中退
- ノーラ・コーリ（海外出産・育児コンサルタント）※中退

は行
- エリザベス・ハードキャッスル（元子役、元山梨放送→フリーアナウンサー）
- 林あまり（歌人、演劇評論家）
- ひかわ玲子（小説家）

ま行
- 水村美苗（小説家、評論家）※中退
- 村瀬ひとみ（フリーアナウンサー）

や・ら行
- 山川百合子（衆議院議員）
- 柚木麻子（小説家）

## 関連書籍
- 『恵泉女学園図書館をたずねて』泉美代子著、日本図書館協会、1970年9月、pp.18-21.
- 『茨城大学教育学部紀要』「近代日本における教育農場の展開 その理念と実践に関する歴史的考察-1-恵泉女学園の場合」石原秀志著、茨城大学教育学部、1975年、pp.189-199.
- 『恵泉女学園五十年の歩み』恵泉女学園編、1979年11月、新教出版社、p.543.
- 『オルガン研究』「恵泉女学園のオルガン 木田みな子著」日本オルガン研究会編、日本オルガン研究会、1980年5月、pp.70-72.
- 『数学セミナー』「何のために学ぶか 恵泉女学園高等学校における講演記録 遠山啓著」日本評論社、1980年10月、pp.30-34.
- 『河井道子文集 『明治の女子』『女子青年界』より』恵泉女学園資料室委員会編纂、恵泉女学園資料室委員会、1985年11月、p.595.
- 『日本の神学』「フェリス女学院100年史」「東洋英和女学院100年史」「女子学院の歴史」「捜真女学校90年史」青山なを、「明治女学校の研究」「恵泉女学園50年の歩み」」松川成夫著、日本基督教学会、教文館、1987年、pp.187-203.
- 『「行政暴力」と住民運動 ドキュメント』「地方自治法による住民監査請求から住民訴訟へ 道路反対への恵泉女学園との提携」三上富三郎、三上温子著、同友館、1987年2月。
- 『図書館雑誌』「図書室オリエンテーションの実際 恵泉女学園中学校の場合」名嘉原由美子著、日本図書館協会、1988年4月、pp210-212.
- 『学校図書館』「廃棄の実態と基準の見直し 恵泉女学園高校の取組」佐竹凛々子著、全国学校図書館協議会、1993年2月、pp.28-30.
- 『専修総合科学研究』「非営利組織のマネジメント 河井道創立『恵泉女学園』の事例」大澤史伸著、専修大学緑鳳学会、2015年10月、pp.87-101.
- 『証言集河井道 人・信仰・教育』恵泉女学園創立七十周年記念文集委員会編、恵泉女学園、2000年3月、p.351.
- 『恵泉の教育：継承と展開』恵泉女学園創立七十周年記念文集委員会編、恵泉女学園、2002年3月、p.209.
- 『新建築』「恵泉女学園世田谷キャンパス KAJIMA DESIGN」新建築社、2004年8月、pp.136-142.
- 『恵泉で学んだ日系アメリカ人学生たちの声 The voices of Keisen's former Japanese-American students』恵泉女学園史料室、恵泉女学園、2005年7月、p.247.
- 『追憶：時を超えて河井道歿後60年』恵泉女学園史料室編、恵泉女学園、2014年4月、p.87.
- 『専修総合科学研究』「非営利組織のマネジメント 河井道創立『恵泉女学園』の事例」大澤史伸著、専修大学緑鳳学会、2015年10月、pp.87-101.